# UCI America Tour 2015
El UCI America Tour 2015 fue la undécima edición del calendario ciclístico internacional americano. Se inició el 9 de enero de 2015 en Venezuela, con la Vuelta al Táchira y finalizó el 25 de diciembre de 2015 con la Vuelta Ciclista Internacional a Costa Rica. Se disputaron 33 competencias incluidos los Campeonatos Panamericanos, otorgando puntos a los primeros clasificados de las etapas y a la clasificación final.
El ganador fue el lituano Toms Skujiņš del equipo Hincapie Racing Team, quién en una actuación muy regular logró puntos en casi todas las carreras disputadas en Norteamérica. Segundo fue el ecuatoriano Byron Guamá, logrando la mayoría de sus puntos en el campeonato panamericano y la Vuelta a Río Grande del Sur y tercero fue el canadiense Michael Woods que obtuvo sus mejores puntos en el Tour de Utah.

## Categorías
Esta edición constó de 3 carreras de máxima categoría (.HC), Tour de California, Tour de Utah y USA Pro Cycling Challenge, 2 carreras de nivel .1, (Tour de San Luis y Tour de Alberta) y el resto de las carreras fueron del último nivel de categoría (.2). Además también hicieron parte las carreras en ruta y contrarreloj para élite y sub-23 del Campeonato Panamericano de Ciclismo en Ruta y los campeonatos nacionales de Antigua y Barbuda, Argentina, Aruba, Belice, Bermuda, Bolivia, Brasil, Canadá, Chile, Colombia, Costa Rica, Cuba, Ecuador, Estados Unidos, El Salvador, Guatemala, México, Panamá, Puerto Rico y Venezuela.

## Equipos
Los equipos que podían participar en las diferentes carreras dependían de la categoría de las mismas. A mayor nivel de una carrera podían participar equipos de más nivel. Los equipos UCI ProTeam, solo podían participar de las carreras .HC y .1 pero con un cupo limitado para competir, y los puntos que lograron sus ciclistas no fueron a la clasificación individual.
| Categoría      | Categoría                       | Equipos |
| -------------- | ------------------------------- | --- |
| .HC            | 1.HC (Carrera de un día)        | * ProTeam (max 65%) * Profesionales Continentales * Continentales * Selecciones nacionales                 |
| .HC            | 2.HC (Carrera de varios días)   | * ProTeam (max 65%) * Profesionales Continentales * Continentales * Selecciones nacionales                 |
| .1             | 1.1 (Carrera de un día)         | * ProTeam (max 50%) * Profesionales Continentales * Continentales * Selecciones nacionales                 |
| .1             | 2.1 (Carrera de varios días)    | * ProTeam (max 50%) * Profesionales Continentales * Continentales * Selecciones nacionales                 |
| .2             | 1.2 (Carrera de un día)         | * Profesionales Continentales * Continentales * Selecciones nacionales * Selecciones regionales * Amateurs |
| .2             | 2.2 (Carrera de varios días)    | * Profesionales Continentales * Continentales * Selecciones nacionales * Selecciones regionales * Amateurs |
| .Ncup (sub-23) | 1.Ncup (Carrera de un día)      | * Selecciones nacionales * Selecciones mixtas                                                              |
| .Ncup (sub-23) | 2.Ncup (Carrera de varios días) | * Selecciones nacionales * Selecciones mixtas                                                              |

## Calendario
Las siguientes son las carreras que estuvieron finalmente en el calendario.

### Enero
| Fecha | Carrera           | Cat. | Ganador     | Equipo                     |
| ----- | ----------------- | ---- | ----------- | -------------------------- |
| 9-18  | Vuelta al Táchira | 2.2  | José Rujano | Gobernación de Mérida      |
| 19-25 | Tour de San Luis  | 2.1  | Daniel Díaz | Funvic-São José dos Campos |

### Febrero
| Fecha | Carrera                       | Cat. | Ganador        | Equipo                     |
| ----- | ----------------------------- | ---- | -------------- | -------------------------- |
| 22-1  | Vuelta Independencia Nacional | 2.2  | Róbigzon Oyola | EPM Une-Area Metropolitana |

### Marzo
| Fecha | Carrera                     | Cat. | Ganador        | Equipo             |
| ----- | --------------------------- | ---- | -------------- | ------------------ |
| 27-5  | Vuelta Ciclista del Uruguay | 2.2  | Carlos Oyarzún | Selección de Chile |

### Abril
| Fecha | Carrera                     | Cat. | Ganador            | Equipo                |
| ----- | --------------------------- | ---- | ------------------ | --------------------- |
| 8-12  | Vuelta a Río Grande del Sur | 2.2  | Byron Guamá        | Movistar Team Ecuador |
| 23-26 | Joe Martin Stage Race       | 2.2  | John Murphy        | UnitedHealthcare      |
| 28-3  | Vuelta a México             | 2.2  | Francisco Colorado | Canel´s Specialized   |
| 29-3  | Tour de Gila                | 2.2  | Rob Britton        | Jamis-Hagens Berman   |

### Mayo
| Fecha | Carrera                                                     | Cat. | Ganador                | Equipo                       |
| ----- | ----------------------------------------------------------- | ---- | ---------------------- | ---------------------------- |
| 7     | Campeonato Panamericano Contrarreloj Sub-23                 | CC   | Ignacio de Jesús Prado | Selección de México          |
| 7     | Campeonato Panamericano Contrarreloj Elite                  | CC   | Carlos Oyarzún         | Selección de Chile           |
| 9     | Campeonato Panamericano en Ruta Sub-23                      | CC   | Jhonatan Restrepo      | Selección de Colombia        |
| 10    | Campeonato Panamericano en Ruta Elite                       | CC   | Byron Guamá            | Selección de Ecuador         |
| 10-17 | Tour de California                                          | 2.HC | Peter Sagan            | Tinkoff-Saxo                 |
| 16    | Copa Federación Venezolana de Ciclismo                      | 1.2  | Honorio Machado        | Gobernación de Nueva Esparta |
| 17    | Clásico Federación Venezolana de Ciclismo Corre Por la VIDA | 1.2  | Miguel Ubeto           | Gobernación de Nueva Esparta |
| 27-31 | Vuelta Ciclística Internacional de Paraná                   | 2.2  | Rodrigo Araujo         | Green-Piracicaba             |
| 28-31 | Grand Prix Cycliste de Saguenay                             | 2.2  | Matteo Dal-Cin         | Silber                       |
| 31    | Winston Salem Cycling Classic                               | 1.2  | Toms Skujiņš           | Hincapie Racing              |

### Junio
| Fecha | Carrera                          | Cat. | Ganador        | Equipo                 |
| ----- | -------------------------------- | ---- | -------------- | ---------------------- |
| 7     | The Philadelphia Cycling Classic | 1.2  | Carlos Barbero | Caja Rural-Seguros RGA |
| 10-14 | Tour de Beauce                   | 2.2  | Pello Bilbao   | Caja Rural-Seguros RGA |
| 12-21 | Vuelta a Venezuela               | 2.2  | José Alarcón   | Lotería del Táchira    |

### Julio
| Fecha | Carrera         | Cat. | Ganador    | Equipo                                      |
| ----- | --------------- | ---- | ---------- | ------------------------------------------- |
| 12    | Delta Road Race | 1.2  | Eric Young | Optum presented by Kelly Benefit Strategies |

### Agosto
| Fecha | Carrera                              | Cat. | Ganador              | Equipo                     |
| ----- | ------------------------------------ | ---- | -------------------- | -------------------------- |
| 2-15  | Vuelta a Colombia                    | 2.2  | Óscar Sevilla        | EPM Une-Area Metropolitana |
| 3-9   | Tour de Utah                         | 2.HC | Joe Dombrowski       | Cannondale-Garmin          |
| 16    | International Road Cycling Challenge | 1.2  | Alexis Vuillermoz    | Selección de Francia       |
| 17-23 | USA Pro Cycling Challenge            | 2.HC | Rohan Dennis         | BMC Racing                 |
| 25-30 | Tour de Río                          | 2.2  | Gustavo César Veloso | W52-Quinta da Lixa         |

### Septiembre
| Fecha | Carrera         | Cat. | Ganador           | Equipo              |
| ----- | --------------- | ---- | ----------------- | ------------------- |
| 1-6   | Tour de Alberta | 2.1  | Bauke Mollema     | Trek Factory Racing |
| 12    | The Reading 120 | 1.2  | Daniel Summerhill | UnitedHealthcare    |

### Octubre
| Fecha | Carrera                | Cat. | Ganador          | Equipo       |
| ----- | ---------------------- | ---- | ---------------- | ------------ |
| 4     | Tobago Cycling Classic | 1.2  | Adderlyn Cruz    | Inteja-MMR   |
| 26-1  | Vuelta a Guatemala     | 2.2  | Román Villalobos | Nestlé Giant |

### Noviembre
| Fecha | Carrera                  | Cat. | Ganador          | Equipo                |
| ----- | ------------------------ | ---- | ---------------- | --------------------- |
| 15    | Copa América de Ciclismo | 1.2  | Carlos Manarelli | Carrefour Funvic Soul |

### Diciembre
| Fecha | Carrera             | Cat. | Ganador           | Equipo       |
| ----- | ------------------- | ---- | ----------------- | ------------ |
| 14-25 | Vuelta a Costa Rica | 2.2  | Juan Carlos Rojas | Nestlé Giant |

## Clasificaciones finales

### Individual
La integran todos los ciclistas que logren puntos pudiendo pertenecer tanto a equipos amateurs como profesionales, excepto los ciclistas de equipos UCI ProTeam.
| Posición | Ciclista          | Puntos |
| -------- | ----------------- | ------ |
| 1.º      | Toms Skujiņš      | 208    |
| 2.º      | Byron Guamá       | 198    |
| 3.º      | Michael Woods     | 179    |
| 4.º      | Daniel Díaz       | 158    |
| 5.º      | Óscar Sevilla     | 136    |
| 6.º      | William Chiarello | 135    |
| 7.º      | Miguel Ubeto      | 129    |
| 8.º      | Manuel Rodas      | 126    |
| 9.º      | Kiel Reijnen      | 124    |
| 10.º     | Rob Britton       | 112    |

| 11.º | John Murphy                    | 107 |
| 12.º | Guillaume Boivin               | 107 |
| 13.º | Dion Smith                     | 103 |
| 14.º | José Luis Rodríguez (ciclista) | 102 |
| 15.º | Kevin Ledanois                 | 100 |
| 16.º | Juan Murillo                   | 98  |
| 17.º | Josué González                 | 95  |
| 18.º | José Alarcón                   | 95  |
| 19.º | Carlos Oyarzún                 | 94  |
| 20.º | Luis Díaz                      | 94  |

### Equipos
Solo reservada para equipos profesionales de categoría Profesional Continental (2.ª categoría) y Continental (3.ª categoría), quedando excluidos tanto los UCI ProTeam como los amateurs. Se confecciona con la sumatoria de puntos que obtenga un equipo con sus 8 mejores corredores en la clasificación individual. La clasificación también la integran equipos que no estén registrados en el continente.
| Posición | Equipo                         | Puntos |
| -------- | ------------------------------ | ------ |
| 1.º      | Optum-Kelly Benefit Strategies | 494    |
| 2.º      | Funvic-São José dos Campos     | 481    |
| 3.º      | Hincapie Racing Team           | 400    |
| 4.º      | UnitedHealthcare               | 343    |
| 5.º      | EPM Une-Area Metropolitana     | 332    |

| 6.º  | SmartStop           | 315 |
| 7.º  | Team Ecuador        | 293 |
| 8.º  | Orgullo Antioqueño  | 200 |
| 9.º  | Jamis-Hagens Berman | 190 |
| 10.º | Silber              | 190 |

### Países
Se confecciona mediante los puntos de los 10 mejores ciclistas de un país, no solo los que logren en este Circuito Continental, sino también los logrados en todos los circuitos. E incluso si un corredor de un país de este circuito, solo logra puntos en otro circuito (Europa, Asia, África, Oceanía), sus puntos van a esta clasificación. Al igual que en la clasificación individual, los ciclistas pueden pertenecer tanto a equipos amateurs como profesionales, excepto los ciclistas de equipos UCI ProTeam.
| Posición | País           | Puntos |
| -------- | -------------- | ------ |
| 1.º      | Colombia       | 890    |
| 2.°      | Canadá         | 850    |
| 3.º      | Argentina      | 788    |
| 4.º      | Estados Unidos | 687    |
| 5.º      | Venezuela      | 682    |

| 6.º  | Brasil     | 571 |
| 7.º  | Ecuador    | 396 |
| 8.º  | Costa Rica | 343 |
| 9.º  | Chile      | 327 |
| 10.º | México     | 256 |

### Países sub-23
| Posición | Equipo         | Puntos |
| -------- | -------------- | ------ |
| 1.º      | Colombia       | 323    |
| 2.º      | Chile          | 151    |
| 3.º      | Estados Unidos | 123    |
| 4.º      | Argentina      | 111    |
| 5.º      | Canadá         | 97     |

### Evolución de las clasificaciones
| Fecha            | Clasificación individual | Clasificación por equipos      | Clasificación por países | Clasificación por países sub-23 |
| ---------------- | ------------------------ | ------------------------------ | ------------------------ | ------------------------------- |
| 25 de enero      | Daniel Díaz              | Funvic-São José dos Campos     | Venezuela                | Colombia                        |
| 25 de febrero    | Daniel Díaz              | Funvic-São José dos Campos     | Colombia                 | Colombia                        |
| 25 de marzo      | Daniel Díaz              | Funvic-São José dos Campos     | Colombia                 | Colombia                        |
| 25 de abril      | Daniel Díaz              | Funvic-São José dos Campos     | Colombia                 | Colombia                        |
| 25 de mayo       | Byron Guamá              | Funvic-São José dos Campos     | Colombia                 | Colombia                        |
| 25 de junio      | Byron Guamá              | Funvic-São José dos Campos     | Colombia                 | Colombia                        |
| 25 de julio      | Byron Guamá              | Funvic-São José dos Campos     | Colombia                 | Colombia                        |
| 15 de agosto     | Byron Guamá              | Optum-Kelly Benefit Strategies | Colombia                 | Colombia                        |
| 25 de agosto     | Byron Guamá              | Optum-Kelly Benefit Strategies | Colombia                 | Colombia                        |
| 25 de septiembre | Toms Skujiņš             | Optum-Kelly Benefit Strategies | Colombia                 | Colombia                        |
| 25 de octubre    | Toms Skujiņš             | Optum-Kelly Benefit Strategies | Colombia                 | Colombia                        |
| 25 de noviembre  | Toms Skujiņš             | Optum-Kelly Benefit Strategies | Colombia                 | Colombia                        |
| 31 de diciembre  | Toms Skujiņš             | Optum-Kelly Benefit Strategies | Colombia                 | Colombia                        |
| Final            | Toms Skujiņš             | Optum-Kelly Benefit Strategies | Colombia                 | Colombia                        |